# Soto de la Vega
Soto de la Vega ist ein nordspanischer Ort und eine Gemeinde (municipio) mit 1.493 Einwohnern (Stand: 2024) im Süden der Provinz León in der Autonomen Gemeinschaft Kastilien-León. Neben dem Hauptort gehören die Ortschaften Alcaidón, Huerga de Garaballes, Oteruelo de la Vega, Requejo de la Vega, Santa Colomba de la Vega und Vecilla de la Vega zur Gemeinde.

## Lage und Klima
Soto de la Vega liegt etwa 52 Kilometer südwestlich von León in einer Höhe von etwa 775 m. Der Río Tuerto und der Río Órbigo durchfließen die Gemeinde. Das Klima ist gemäßigt bis warm; Regen (ca. 551 mm/Jahr) fällt überwiegend im Winterhalbjahr.

## Bevölkerungsentwicklung
| Jahr      | 1970 | 1981 | 1991 | 2001 | 2011 | 2021 |
| Einwohner | 2944 | 2352 | 2258 | 1944 | 1738 | 1518 |

## Wirtschaft
An erster Stelle im Wirtschaftsleben der Gemeinde steht traditionell die ursprünglich zur Selbstversorgung betriebene Landwirtschaft. Auf den Feldern wurden Weizen, Gerste, Wein etc. kultiviert; die Hausgärten lieferten Gemüse und Kartoffeln. 

## Sehenswürdigkeiten

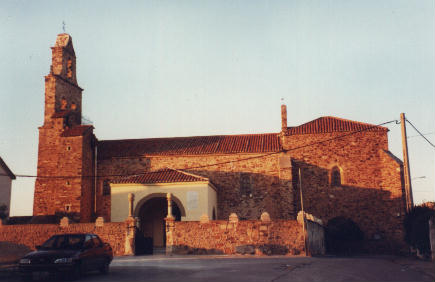
Kirche von Huerga de Garaballes

- Kirche von Huerga de Garaballes